# Assunção (Arronches)

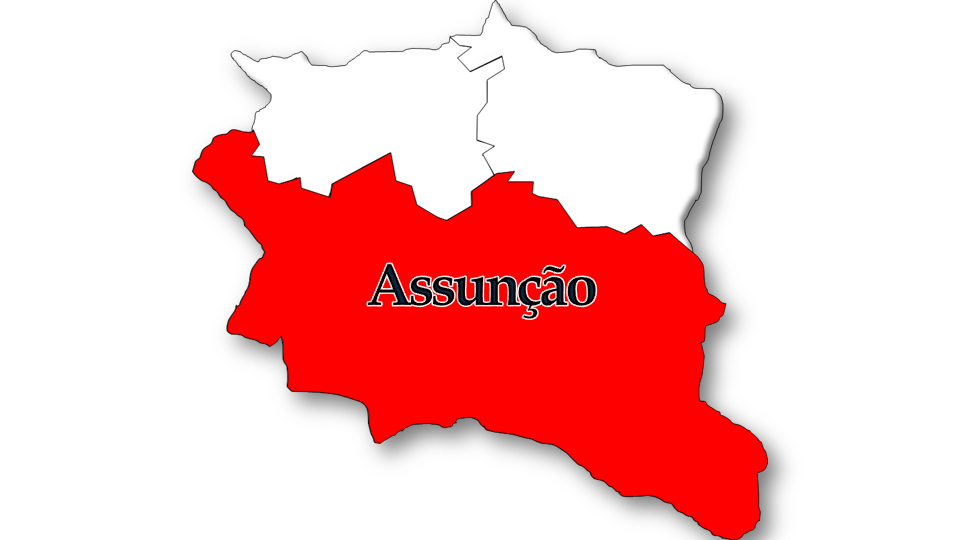
Localização da freguesia de Assunção no município de Arronches

Assunção é uma freguesia portuguesa do município de Arronches, com 204,51 km² de área e 1834 habitantes (censo de 2021). A sua densidade populacional é 9 hab./km².

## Demografia
Nota: No censo de 1864 figura Arronches. No censo de 1878 denomina-se Arronches (Nossa Senhora da Assunção). Nos censos de 1890 a 1930 tinha anexadas as freguesias de Rosário e São Bartolomeu, que foram extintas pelo decreto-lei n.º 27.424, de 31/12/1936. A extinta freguesia de S. Bartolomeu tinha incluídos lugares que pertenciam à freguesia de Nossa Senhora da Graça dos Degolados, do concelho de Campo Maior.
A população registada nos censos foi:
| Distribuição da População por Grupos Etários | Distribuição da População por Grupos Etários | Distribuição da População por Grupos Etários | Distribuição da População por Grupos Etários | Distribuição da População por Grupos Etários |
| -------------------------------------------- | -------------------------------------------- | -------------------------------------------- | -------------------------------------------- | -------------------------------------------- |
| Ano                                          | 0-14 Anos                                    | 15-24 Anos                                   | 25-64 Anos                                   | > 65 Anos                                    |
| 2001                                         | 259                                          | 211                                          | 975                                          | 614                                          |
| 2011                                         | 222                                          | 184                                          | 942                                          | 622                                          |
| 2021                                         | 204                                          | 168                                          | 916                                          | 546                                          |

## Património
- Igreja Matriz de Nossa Senhora da Assunção de Arronches
- Fortaleza de Arronches ou Fortificações de Arronches (restos)
- Igreja de Nossa Senhora da Luz ou Igreja do Antigo Convento dos Religiosos Agostinhos Descalços